# Jablonecké Paseky
Jablonecké Paseky (německy Bad Schlag) jsou část města Jablonce nad Nisou v severních Čechách.
K místní části Jablonecké Paseky patří nejen celé katastrální území Jablonecké Paseky, ale ke jeho severnímu okraji přiléhající oblast zástavby na katastrálním území Mšeno nad Nisou (oblasti ulic Tichá, U Lesa, Jindřichovská, Pod Lesem až k Podhorské ulici). Místní část Jablonecké Paseky tak rozděluje na dvě části místní část Mšeno nad Nisou a z oblasti kolem ulic Lučanská, Zahradní a Konečná tak činí exklávu místní části Mšeno nad Nisou, ačkoliv katastrální území Mšeno nad Nisou je souvislé.

## Historie
První písemná zmínka o vsi, s dnešním názvem Jablonecké Paseky, pochází z roku 1615. Tehdy se tato ves, pod jménem Džbánov, stala součástí kupní smlouvy mezi Jindřichem Otou z Vartemberka a tehdy nejbohatším šlechticem zemí Koruny České a budoucím vůdcem českého protihabsburského povstání, Albrechtem Janem Smiřickým ze Smiřic. Touto smlouvou prodal Jindřich Ota z Vartemberka, za 38 250 kop grošů českých, Albrechtu Janu Smiřickému ze Smiřic panství Malou Skálu, čtvrtinu města Turnova a asi 40 dalších vesnic na sever od Jizery, až po Jablonecko. Mezi výčtem obcí, příslušejících ke smlouvě, jsou rovněž obce Jablonec a Džbánov (později přejmenován na Bad Schlag a nyní Jablonecké Paseky).
Původně byla osadou, podle původního názvu Džbánov, zřejmě zaměřenou na keramickou výrobu. Tato osada, která vznikla před rokem 1615, byla od roku 1904 samostatnou obcí, po druhé světové válce byla připojena k Jablonci, s nímž jsou dnes prakticky spojena zástavbou panelových domů.
26. června 1766, navštívil Paseky císař Josef II. Na paměť jeho návštěvy zde bylo roku 1778 zasazena Císařská lípa, dosud bojující o život.
Roku 1894 byly Paseky napojeny na železniční trať Liberec - Tanvald a od 1. září 1904 do února 1959 sem jezdily i tramvaje.